# Eino Palovesi
Eino Oskari Palovesi (* 19. Mai 1904 in Perho; † 25. Februar 1980 in Jyväskylä) war ein finnischer Politiker des Landbundes ML (Maalaisliitto), der unter anderem zwischen 1959 und 1960 Innenminister Finnlands war. Er war ferner von 1960 bis 1971 erster Gouverneur der Provinz Mittelfinnland.

## Leben
Palovesi, Sohn des Landwirts Heikki Möttönen und dessen Alma Emilia Oksakoski, besuchte nach der Grundschule von 1923 bis 1926 die Landwirtschaftsschule und war danach bis 1939 als Landwirt tätig sowie zeitgleich als Berater des Kleinerzeugerverbandes in Mittelfinnland sowie in Nordsavo. Er war weiterhin von 1932 bis zu seinem Tode 1980 Besitzer eines Bauernhofes in Karstula.
Bei der Wahl am 1. und 2. Juli 1939 wurde er für den Landbund im Wahlkreis Vaasa zum Mitglied des Reichstags gewählt, dem er mehr als zwanzig Jahre lang bis zum 9. Februar 1960 angehörte. Während seiner Parlamentszugehörigkeit war er zwischen 1955 und 1956 Vorsitzender des Ausschusses für Verkehr und öffentliche Arbeiten. Am 8. März 1956 wurde er als Minister für Verkehr und öffentliche Arbeiten (Kulkulaitosten ja yleisten töiden ministeri) in das Kabinett Fagerholm II berufen, dem er bis zum 26. Mai 1957 angehörte. Im Kabinett Sukselainen II bekleidete er vom 13. Januar 1961 bis zu seiner Ablösung durch Eemil Luukka am 4. Februar 1960 das Amt des Innenministers (Sisäasiainministeri).
Nach seinem Ausscheiden aus Regierung und Reichstag wurde Palovesi 1960 erster Gouverneur der neu geschaffenen Provinz Mittelfinnland und bekleidete diese Funktion bis 1971, woraufhin er durch Artturi Jämsén abgelöst wurde.
Palovesi war zweimal verheiratet, und zwar zwischen 1930 und 1968 in erster Ehe mit Alma Humppi sowie in zweiter Ehe seit 1970 mit Leena Hellin Pekkanen.

## Weblink
- Eintrag auf der Homepage des Reichstages